# Hall of Fame (canción)
«Hall of Fame» —en español: «Salón de la fama»— es una canción de género pop rock interpretada por la banda de rock alternativo irlandesa The Script, que cuenta con la colaboración vocal de Will.i.am. El vocalista de la banda, Danny O'Donoghue, la compuso con ayuda del guitarrista Mark Sheehan, el miembro de The Black Eyed Peas, Will.i.am, y el compositor James Barry. Por otro lado, su producción quedó a cargo de O'Donoghue, Sheehan y Jimbo Barry. Lewis Corner de Digital Spy calificó a la canción con cuatro estrellas de cinco y comentó que es «una adictiva serenata».

## Antecedentes y descripción
«Hall of Fame» es una canción de género pop rock con influencias del rock alternativo compuesta por el vocalista de la banda, Danny O'Donoghue con ayuda del guitarrista Mark Sheehan, el miembro de The Black Eyed Peas, Will.i.am, y el compositor James Barry, mientras que los dos primeros la produjeron junto a Jimbo Barry. La banda aseguró que:

«Cuando escribimos "Hall of Fame" queríamos capturar mucha emoción tanto en el sonido de la pista como en la letra, que son sin duda algunos de los más positivos y optimistas que hemos escrito. Estábamos muy emocionados de tener a Will.i.am en la canción. Pensamos que podría ser un dúo genial, pero lo queríamos hacer línea por línea, el estilo verdadero de un dueto. ¡Tomó varios meses, una llave en la cabeza y un taxi para capturar el deseo en la canción!».

De acuerdo con la partitura publicada por Universal Music Publishing Group en el sitio web Musicnotes, la canción tiene un tempo moderato espressivo de ochenta y ocho pulsaciones por minuto y está compuesta en la tonalidad de sol menor. El registro vocal del vocalista de la banda y Will.i.am se extiende desde la nota re mayor hasta la do mayor.

## Posicionamiento en listas

### Semanales
| Australia         | Australian Singles Chart     | 4  |
| Bélgica (Flandes) | Ultratop 50 Singles          | 8  |
| Bélgica (Valonia) | Ultratop 50 Singles          | 12 |
| Canadá            | Canadian Hot 100             | 25 |
| Dinamarca         | Danish Singles Chart         | 11 |
| Escocia           | Scottish Singles Chart       | 1  |
| Eslovaquia        | Radio Top 100 Chart          | 4  |
| España            | PROMUSICAE                   | 11 |
| Estados Unidos    | Billboard Hot 100            | 25 |
| Estados Unidos    | Digital Songs                | 16 |
| Estados Unidos    | Pop Songs                    | 19 |
| Estados Unidos    | Rock Songs                   | 15 |
| Finlandia         | Finnish Singles Chart        | 2  |
| Francia           | French Singles Chart         | 89 |
| Hungría           | Rádiós Top 40                | 5  |
| Irlanda           | Irish Singles Chart          | 1  |
| Italia            | Italian Top Digital Download | 5  |
| Noruega           | Norwegian Singles Chart      | 3  |
| Nueva Zelanda     | New Zealand Singles Chart    | 3  |
| Países Bajos      | Dutch Top 40                 | 16 |
| Reino Unido       | UK Singles Chart             | 1  |
| Suecia            | Swedish Singles Chart        | 3  |
| Suiza             | Swiss Singles Chart          | 32 |

### Sucesión en listas
| Predecesor: «Wings» de Little Mix                                         | Irish Singles Chart — Sencillo número uno 6 de septiembre de 2012 — 27 de septiembre de 2012     | Sucesor: «Live While We're Young» de One Direction |
| Predecesor: «Blow Me (One Last Kiss)» de P!nk                             | Scottish Singles Chart — Sencillo número uno 15 de septiembre de 2012 — 15 de septiembre de 2012 | Sucesor: «Gangnam Style» de PSY                    |
| Predecesor: «Let Me Love You (Until You Learn to Love Yourself)» de Ne-Yo | UK Singles Chart — Sencillo número uno 22 de septiembre de 2012 — 6 de octubre de 2012           | Sucesor: «Gangnam Style» de PSY                    |

### Certificaciones
| País           | Organismo certificador | Certificación | Unidades certificadas | Ref.   |
| -------------- | ---------------------- | ------------- | --------------------- | ------ |
| Alemania       | BVMI                   | 3× Oro        | 450 000               | [ 23 ] |
| Australia      | ARIA                   | 10× Platino   | 700 000               | [ 24 ] |
| Austria        | IFPI — Austria         | Oro           | 15 000                | [ 25 ] |
| Bélgica        | BEA                    | Oro           | 15 000                | [ 26 ] |
| Dinamarca      | IFPI — Dinamarca       | Oro           | 15 000                | [ 27 ] |
| Estados Unidos | RIAA                   | 2× Platino    | 2 000                 | [ 28 ] |
| Italia         | FIMI                   | 3× Platino    | 150 000               | [ 29 ] |
| Noruega        | IFPI — Noruega         | 6× Platino    | 60 000                | [ 30 ] |
| Nueva Zelanda  | RIANZ                  | 2× Platino    | 30 000                | [ 31 ] |
| Reino Unido    | BPI                    | Platino       | 600 000               | [ 32 ] |
| Suiza          | IFPI — Suiza           | 2× Platino    | 60 000                | [ 33 ] |

### Anuales
| País          | Lista                     | Posición |      |      |      |      |      |
| 2012          | 2012                      | 2012     | 2012 | 2012 | 2012 | 2012 | 2012 |
| ------------- | ------------------------- | -------- | ---- | ---- | ---- | ---- | ---- |
| Australia     | Australian Singles Chart  | 20       |      |      |      |      |      |
| Nueva Zelanda | New Zealand Singles Chart | 23       |      |      |      |      |      |
| Países Bajos  | Dutch Top 40              | 69       |      |      |      |      |      |
| Reino Unido   | UK Singles Chart          | 21       |      |      |      |      |      |
| 2013          |                           |          |      |      |      |      |      |
| Suiza         | Swiss Singles Chart       | 15       |      |      |      |      |      |